# Slavkov u Brna
Slavkov u Brna (også kendt som Austerlitz) er en by med ca 7.000 indbyggere, beliggende i det sydlige Mähren i Tjekkiet. Her fandt det kendte slag under Napoleonskrigene, Slaget ved Austerlitz, sted den 2. december 1805, hvor Napoleon Bonaparte besejrede de østrigske og russiske arméer, anført af kejser Frans 2. og zar Alexander 1. Alle involverede parter undertegnede den 6. december en våbenstilstand på byens slot. Et mindesmærke om slaget blev opført i byen omkring 1910–11.
Det franske krigsskib Austerlitz er opkaldt efter byen til minde om slaget. Det samme er Quai d'Austerlitz i Paris og jernbanestationen Gare d'Austerlitz.
Byen kendes fra 1261. I 1500-tallet herskede slægten Sternberg over byen.